# Castrapo
Castrapo és una paraula d'origen gallec que es refereix a una mena de parla mesclada entre el castellà i el gallec, que normalment té una consideració vulgar, i que segons la RAG, vindria a ser una variant del castellà -parlada sobretot a les grans ciutats-, caracteritzada per l'abundància de paraules i expressions preses del gallec.